# Fagligt Fælles Forbund
Fagligt Fælles Forbund (3F) är ett danskt fackförbund anslutet till Landsorganisationen i Danmark. Det är Danmarks största fackförbund med ca 323 000 medlemmar (2012). Förbundet bildades den 1 januari 2005 genom en sammanslagning av Kvindeligt Arbejderforbund (KAD) och Specialarbejderforbundet (SiD). Därefter anslöt sig 2006 Restaurations Branchens Forbund (RBF) och 2011 Forbundet Træ-Industri-Byg (TIB).
Förbundets medlemmar är organiserade i sex huvudområden: Industri, transport, offentlig sektor, byggbranschen, det gröna området samt privat service, hotell & restaurang.